# Понтевіко
Понтевіко (італ. Pontevico) — муніципалітет в Італії, у регіоні Ломбардія, провінція Брешія.
Понтевіко розташоване на відстані близько 430 км на північний захід від Рима, 75 км на схід від Мілана, 30 км на південь від Брешії.
Населення — 7162 особи (2014).
Щорічний фестиваль відбувається 12 травня. Покровитель — San Pancrazio.

## Демографія
Населення за роками:

Станом на 1 січня 2023 року в муніципалітеті офіційно проживало 769 іноземців з 35 країн, серед них 183 громадяни країн Євросоюзу та 21 громадянин України.

## Сусідні муніципалітети
- Альфьянелло
- Бассано-Брешіано
- Корте-де'-Фраті
- Робекко-д'Ольйо
- Сан-Джервазіо-Брешіано
- Веролануова
- Веролавеккія